# Coppa Italia 2016-2017 - primo turno (calcio femminile)
Questa voce raccoglie un approfondimento sulle gare del primo turno dell'edizione 2016-2017 della Coppa Italia di calcio femminile.

## Triangolare A
| Pos. | Squadra         | Pt | G | V | N | P | GF | GS | DR |
| ---- | --------------- | -- | - | - | - | - | -- | -- | -- |
| 1.   | Luserna         | 6  | 2 | 2 | 0 | 0 | 6  | 1  | +5 |
| 2.   | Juventus Torino | 3  | 2 | 1 | 0 | 1 | 7  | 3  | +4 |
| 3.   | Torino          | 0  | 2 | 0 | 0 | 2 | 1  | 10 | -9 |

| Arbitro: | Francesco Loiodice (Collegno) |

|                             |           |  |
| Barbieri 34’, 38’ Pinna 68’ | Marcatori |  |

| Arbitro: | Nicolò Grimaldi (Genova) |

|                                                                |           |  |
| Tordella ?’ Capello ?’, ?’ Sottil ?’ Benatello ?’, ?’ Basta ?’ | Marcatori |  |

| Pianezza 25 settembre 2016, ore 15:30 CEST 3ª giornata                  | Torino    | 1 – 3 referto              | Luserna | Stadio Comunale |
| \| \| \| \| \| Malara 73’ \| Marcatori \| 3’ Pinna 70’, 87’ Genovese \| |           |                            |         |                 |
|                                                                         |           |                            |         |                 |
| Malara 73’                                                              | Marcatori | 3’ Pinna 70’, 87’ Genovese |         |                 |

## Triangolare B
| Pos. | Squadra           | Pt | G | V | N | P | GF | GS | DR |
| ---- | ----------------- | -- | - | - | - | - | -- | -- | -- |
| 1.   | Novese            | 4  | 2 | 1 | 1 | 0 | 3  | 2  | +1 |
| 2.   | Ligorna 1922      | 2  | 2 | 0 | 2 | 0 | 3  | 3  | 0  |
| 3.   | Amicizia Lagaccio | 1  | 2 | 0 | 1 | 1 | 1  | 2  | -1 |

| Arbitro: | Gabriele Piombo (Genova) |

|                 |           |            |
| Del Francia 65’ | Marcatori | 83’ Fracas |

| Arbitro: | Marco Baronti (Pistoia) |

|                 |           |                                 |
| Fracas 80’, 89’ | Marcatori | 39’ Montecucco 90+1’ Di Stefano |

| Acqui Terme 25 settembre 2016, ore 15:30 CEST 3ª giornata | Novese    | 1 – 0 referto | Amicizia Lagaccio | Stadio Ottolenghi Barisone |
| \| \| \| \| \| Levis 23’ \| Marcatori \| \|               |           |               |                   |                            |
|                                                           |           |               |                   |                            |
| Levis 23’                                                 | Marcatori |               |                   |                            |

## Triangolare C
| Pos. | Squadra          | Pt | G | V | N | P | GF | GS | DR |
| ---- | ---------------- | -- | - | - | - | - | -- | -- | -- |
| 1.   | Cuneo            | 6  | 2 | 2 | 0 | 0 | 7  | 0  | +7 |
| 2.   | Alessandria      | 3  | 2 | 1 | 0 | 1 | 3  | 2  | +1 |
| 3.   | Musiello Saluzzo | 0  | 2 | 0 | 0 | 2 | 1  | 9  | -8 |

| Arbitro: | Gianluca Cipriano (Torino) |

|                                           |           |               |
| Bergaglia 26’ Amandola 72’ A. Barrale 88’ | Marcatori | 36’ Melifiori |

| Arbitro: | Alessandro Caporale (Abbiategrasso) |

|  |           |                                                                |
|  | Marcatori | 23’, 24’ Nietante 49’ Sodini 54’ Cama 57’ Coppola 71’ Armitano |

| Arbitro: | Conti (Seregno) |

|            |           |  |
| Errico 23’ | Marcatori |  |

## Accoppiamenti
| Squadra 1                     | Totale      | Squadra 2              | Andata | Ritorno |
| ----------------------------- | ----------- | ---------------------- | ------ | ------- |
| 27 agosto / 4 settembre 2016  |             |                        |        |         |
| Lucchese                      | 0 - 21      | Fiorentina             | 0 - 11 | 0 - 10  |
| 28 agosto / 4 settembre 2016  |             |                        |        |         |
| Mozzanica                     | 6 - 1       | Orobica                | 2 - 1  | 4 - 0   |
| Real Meda                     | 3 - 1       | Milan Ladies           | 2 - 1  | 1 - 0   |
| Azalee                        | 4 - 4 (gfc) | Como 2000              | 2 - 1  | 2 - 3   |
| Riozzese                      | 1 - 6       | Inter Milano           | 1 - 3  | 0 - 3   |
| Vittorio Veneto               | 10 - 0      | Gordige                | 5 - 0  | 5 - 0   |
| Virtus Padova                 | 4 - 6       | Padova                 | 3 - 4  | 1 - 2   |
| Tavagnacco                    | 26 - 0      | Udinese                | 16 - 0 | 10 - 0  |
| Fortitudo Mozzecane           | 0 - 1       | Pro San Bonifacio      | 0 - 1  | 0 - 0   |
| AGSM Verona                   | 17 - 0      | Vicenza                | 9 - 0  | 8 - 0   |
| Marcon                        | 1 - 6       | Valpolicella           | 1 - 2  | 0 - 4   |
| Unterland                     | 4 - 1       | Trento Clarentia       | 3 - 0  | 1 - 1   |
| San Zaccaria                  | 6 - 3       | Reggiana               | 5 - 1  | 1 - 2   |
| Imolese                       | 0 - 7       | Grifo Perugia          | 0 - 2  | 0 - 5   |
| Fed. Sammarinese              | 2 - 4       | New Team Ferrara       | 0 - 3  | 2 - 1   |
| Roma                          | 6 - 2       | Latina                 | 4 - 0  | 2 - 2   |
| Domina Neapolis               | 0 - 4       | Napoli Dream Team      | 0 - 1  | 0 - 3   |
| Apulia Trani                  | 1 - 0       | La Saponeria           | 0 - 0  | 1 - 0   |
| Pink Sport Time               | 3 - 1       | Salento Women          | 1 - 0  | 2 - 1   |
| 28 agosto / 11 settembre 2016 |             |                        |        |         |
| Chieti                        | 5 - 4       | E.D.P. Jesina          | 2 - 1  | 3 - 3   |
| Napoli                        | 3 - 8       | Roma Decimoquarto      | 3 - 4  | 0 - 4   |
| 29 agosto / 4 settembre 2016  |             |                        |        |         |
| Castelvecchio                 | 8 - 2       | Arezzo                 | 6 - 1  | 2 - 1   |
| 4 - 11 settembre 2016         |             |                        |        |         |
| Res Roma                      | 11 - 0      | Lazio                  | 8 - 0  | 3 - 0   |
| 4 - 18 settembre 2016         |             |                        |        |         |
| Molassana Boero               | 1 - 8       | Empoli                 | 0 - 4  | 1 - 4   |
| 4 - 23 settembre 2016         |             |                        |        |         |
| Südtirol                      | 1 - 5       | Azzurra San Bartolomeo | 0 - 3  | 1 - 2   |
| 18 - 25 settembre 2016        |             |                        |        |         |
| Caprera                       | 1 - 6       | Atletico Oristano      | 1 - 1  | 0 - 5   |
| Nebrodi                       | 8 - 1       | Grifone                | 5 - 0  | 3 - 1   |

### Accoppiamento A1
| Arbitro: | Luca Pileggi (Bergamo) |

|                           |           |           |
| Baldi 38’ Scarpellini 42’ | Marcatori | 17’ Merli |

| Arbitro: | Andrea Castagnoli (Reggio nell'Emilia) |

|  |           |                                   |
|  | Marcatori | 13’, 19’, 80’ Giacinti 54’ Pirone |

### Accoppiamento A2
| Arbitro: | Marco Onti (Varese) |

|                      |           |              |
| Coda 47’ Vergani 52’ | Marcatori | 50’ Di Luzio |

| Milano 4 settembre 2016, ore 15:30 CEST ritorno | Milan Ladies              | 0 – 1 referto | Real Meda | Stadio Comunale Atletico Milan\| Arbitro: \| Alessandro Costa (Novara) \| |
| Arbitro:                                        | Alessandro Costa (Novara) |               |           |                                                                           |

### Accoppiamento A3
| Arbitro: | Matteo Ceresini (Lodi) |

|                            |           |                      |
| Fransato 26’ Graziotto 37’ | Marcatori | 85’ (rig.) Previtali |

| Arbitro: | Silvia Gasperotti (Rovereto) |

|                                     |           |                          |
| Di Lascio 7’ Gritti 28’ Fusetti 36’ | Marcatori | 17’ Seghetto 26’ Crestan |

### Accoppiamento A4
| Arbitro: | Antonino Castellano (Bergamo) |

|                    |           |                                   |
| Troiano 40’ (rig.) | Marcatori | 10’ Baresi 20’ Velati 60’ Rognoni |

| Arbitro: | Ricardo Cannata (Cologno Monzese) |

|                                     |           |  |
| Barbuiani ?’ Merlo ?’ Bonfantini ?’ | Marcatori |  |

### Accoppiamento A5
| Arbitro: | Kristian Bellò (Castelfranco Veneto) |

|                                               |           |  |
| Sogaro 22’ Mella 38’ Ponte 57’ Zanon 73’, 82’ | Marcatori |  |

| Arbitro: | Andrea Zanotti (Rimini) |

|  |           |                                                            |
|  | Marcatori | 1’ Foltran 9’ Mantoani 44’ Tommasella 64’ Zanon 78’ Manzon |

### Accoppiamento A6
| Arbitro: | Stivens Lejmoni (Vicenza) |

|                              |           |                                     |
| Menin 81’ (90+2) Gioffre 88’ | Marcatori | 1’, 34’ Ferrato 13’, 77’ Fabbruccio |

| Arbitro: | Fabian Brognati (Ferrara) |

|                           |           |                  |
| Cattuzzo 82’ Sarain 90+3’ | Marcatori | 45+3’ Giacometti |

### Accoppiamento A7
| Arbitro: | Daniele De Prato (Udine) |

| |           |  |
| Clelland 9’, 30’, 37’ (rig.), 49’, 52’ Lauriola 11’, 41’ Del Stabile 15’ Zuliani 24’, 79’ Frizza 71’, 73’ Camporese 74’ Dri 77’, 78’ Benedetti 88’ | Marcatori |  |

| Arbitro: | Dario Duzel (Castelfranco Veneto) |

|  |           |                                                                                     |
|  | Marcatori | 20’, 22’, 23’, 55’, 58’ Clelland 39’, 48’ Del Stabile 42’, 78’ Lauriola 70’ Tuttino |

### Accoppiamento A8
| Arbitro: | Sebastiano Brizzi (Verona) |

|  |           |               |
|  | Marcatori | 30’ Cavallini |

| San Bonifacio 4 settembre 2016, ore 15:30 CEST ritorno | Pro San Bonifacio       | 0 – 0 referto | Fortitudo Mozzecane | Stadio Comunale Renzo Tizian\| Arbitro: \| Erman Bullari (Brescia) \| |
| Arbitro:                                               | Erman Bullari (Brescia) |               |                     |                                                                       |

### Accoppiamento A9
| Arbitro: | Gianluca Toniolo (Schio) |

|                                                                                                 |           |  |
| Gabbiadini 28’ (rig.), 54’, 72’ Carro 44’, 64’ Williams 48’ Soffia 68’ Boattin 75’ Piemonte 88’ | Marcatori |  |

| Arbitro: | Luca Calvi (Bergamo) |

|  |           |                                                                                          |
|  | Marcatori | 15’ Williams 22’ Piemonte 30’ Carro 37’, 60’ Boattin 59’ Gabbiadini 61’, 75’ Bruinenberg |

### Accoppiamento A10
| Arbitro: | Davide Albano (Venezia) |

|              |           |                   |
| Marangon 64’ | Marcatori | 9’ Boni 61’ Solow |

| Arbitro: | William Villa (Rimini) |

|                                                |           |  |
| Capovilla 29’ De. Mascanzoni 47’, 50’ Boni 66’ | Marcatori |  |

### Accoppiamento A11
| Arbitro: | Stefano Grassi (Forlì) |

|                                                                    |           |                 |
| M. Amaduzzi 15’ Casali 19’, 83’ Beleffi 21’ Guidi 43’ Guiducci 85’ | Marcatori | 63’ (rig.) Teci |

| Arbitro: | Alessio Ferranti (Perugia) |

|             |           |                            |
| Verdi 90+3’ | Marcatori | 12’ M. Amaduzzi 57’ Casali |

### Accoppiamento A12
| Arbitro: | Andrè Scialla (Vicenza) |

|  |           |                                          |
|  | Marcatori | 31’ Pasqualini 74’ Pignatelli 79’ Bonomi |

| Trento 23 settembre 2016, ore 21:00 CEST ritorno                         | Azzurra San Bartolomeo | 2 – 1    | Südtirol | Stadio San Bartolomeo |
| \| \| \| \| \| Pignatelli 74’ Pasqualini 78’ \| Marcatori \| 80’ Casu \| |                        |          |          |                       |
|                                                                          |                        |          |          |                       |
| Pignatelli 74’ Pasqualini 78’                                            | Marcatori              | 80’ Casu |          |                       |

### Accoppiamento A13
| Arbitro: | Matthias Kofler (Bolzano) |

|                                          |           |  |
| Dallagiacoma 55’ Peer 75’ Pasqualini 90’ | Marcatori |  |

| Trento 4 settembre 2016, ore 15:30 CEST ritorno | Trento Clarentia            | 1 – 1 referto | Unterland | Stadio Talamo\| Arbitro: \| Daniele Sbardella (Belluno) \| |
| Arbitro:                                        | Daniele Sbardella (Belluno) |               |           |                                                            |

### Accoppiamento A14
| Arbitro: | Chiara Sangiorgi (Imola) |

|                                                    |           |          |
| Casadio 1’ Moscia 29’ Cimatti 37’ Santoro 40’, 53’ | Marcatori | 8’ Costi |

| Arbitro: | Leonardo Tesi (Lucca) |

|                       |           |               |
| Bursi 65’ Tardini 87’ | Marcatori | 45+2’ Baldini |

### Accoppiamento A15
| Arbitro: | Gabriele Pette (Bologna) |

|  |           |                         |
|  | Marcatori | 63’ Zelli 73’ Brozzetti |

| Arbitro: | Deborah Bianchi (Prato) |

|                                                                |           |  |
| Pellegrino 5’ Brozzetti 7’ Narcisi 35’ Bianconi 56’ Tuteri 83’ | Marcatori |  |

### Accoppiamento A16
| Arbitro: | Edoardo Alexander Dewhurst (Rimini) |

|  |           |                             |
|  | Marcatori | 12’, 29’ Forti st’ Montorio |

| Arbitro: | Anna Scapolo (Padova) |

|            |           |                          |
| Fratini ?’ | Marcatori | ?’ Montalti 87’ Dulbecco |

### Accoppiamento A17
| Arbitro: | Marco Manicardi (Modena) |

|  |           |                                |
|  | Marcatori | 23’, 42’ Acuti 58’, 63’ Prugna |

| Arbitro: | Tommaso Righi (Bologna) |

|                                                    |           |               |
| Mannucci 55’ Galluzzi 62’ Cinotti 74’ Mastalli 88’ | Marcatori | 35’ Tortarolo |

### Accoppiamento A18
| Arbitro: | Luca Granata (Viterbo) |

|                                             |           |  |
| Lucci 12’ Pittaccio 28’, 72’ De Vecchis 53’ | Marcatori |  |

| Arbitro: | Stefania Menicucci (Lanciano) |

|                  |           |                        |
| Rizzato 23’, 44’ | Marcatori | 51’ Lucci 64’ Proietti |

### Accoppiamento A19
| Arbitro: | Nicola Di Monte (Lanciano) |

|                               |           |               |
| Innerhuber 10’ Stivaletta 45’ | Marcatori | 90+1’ Vagnini |

| Arbitro: | Deborah Bianchi (Prato) |

|                                                |           |                                               |
| Becci 12’ (rig.) Fontana 61’ Monterubbiano 87’ | Marcatori | 32’ Giu. Di Camillo 57’ Stivaletta 81’ Scioli |

### Accoppiamento A20
| Arbitro: | Matteo Cuppone (Pisa) |

|  |           |                                                                                                  |
|  | Marcatori | 4’, 28’, 35’ Mauro 6’ (rig.) Linari 9’, 34’, 44’ Bonetti 53’ Zazzera 58’ Adami 66’, 90+1’ Parisi |

| Arbitro: | Alberto Caciotti (Albano Laziale) |

|                                                                                              |           |  |
| Fusini 5’, 90’ Salvatori Rinaldi 10’, 34’, 43’, 60’ Orlandi 17’ Bonetti 73’, 84’ Zazzera 89’ | Marcatori |  |

### Accoppiamento A21
| La Maddalena 18 settembre 2016, ore 15:30 CEST andata   | Caprera   | 1 – 1    | Atletico Oristano | Stadio comunale Pietro Secci |
| \| \| \| \| \| Grassino 43’ \| Marcatori \| st’ Tola \| |           |          |                   |                              |
|                                                         |           |          |                   |                              |
| Grassino 43’                                            | Marcatori | st’ Tola |                   |                              |

| Oristano 25 settembre 2016, ore 15:30 CEST ritorno                                     | Atletico Oristano | 5 – 0 referto | Caprera | Stadio Tharros |
| \| \| \| \| \| D'Ancona pt’ Carta pt’ Esu pt’ Podda st’ Mattana st’ \| Marcatori \| \| |                   |               |         |                |
|                                                                                        |                   |               |         |                |
| D'Ancona pt’ Carta pt’ Esu pt’ Podda st’ Mattana st’                                   | Marcatori         |               |         |                |

### Accoppiamento A22
| Capo d'Orlando 18 settembre 2016, ore 14:30 CEST andata | Nebrodi | 5 – 0 referto | Grifone | Stadio Comunale F. Micale |

| Roma 25 settembre 2016, ore 14:30 CEST ritorno | Grifone | 1 – 3 | Nebrodi | Stadio Comunale via Farsalo |

### Accoppiamento A23
| Arbitro: | Saverio Esposito (Ercolano) |

|                                          |           |     |
| Lombardi 7’ Schioppo 12’ Tagliaferri 26’ | Marcatori | ??? |

| Roma 11 settembre 2016, ore 17:00 CEST ritorno | Roma XIV | 4 – 0 referto | Napoli | Stadio Salaria Sport Village |

### Accoppiamento A24
| Arbitro: | Enrico Guerra (Gubbio) |

|                                                                           |           |  |
| Caruso 17’, 55’ Palombi 35’ Coluccini 67’, 76’ Martinovic 69’, 89’, 90+1’ | Marcatori |  |

| Arbitro: | Castellone (Napoli) |

|  |           |                                           |
|  | Marcatori | 55’ Biasotto 68’ Simonetti 89’ Martinovic |

### Accoppiamento A25
| Arbitro: | Carlo Esposito (Napoli) |

|  |           |           |
|  | Marcatori | 25’ Beato |

| Arbitro: | Maria Travascio (Moliterno) |

|                     |           |  |
| Beato 25’, 37’, 89’ | Marcatori |  |

### Accoppiamento A26
| Minervino Murge 28 agosto 2016, ore 16:00 CEST andata | Apulia Trani         | 0 – 0 referto | La Saponeria | Stadio Comunale\| Arbitro: \| Michele Lopez (Bari) \| |
| Arbitro:                                              | Michele Lopez (Bari) |               |              |                                                       |

| Arbitro: | Ruben Celani (Viterbo) |

|  |           |           |
|  | Marcatori | 30’ Iorio |

### Accoppiamento A27
| Arbitro: | Alessandro Carrer (Barletta) |

|             |           |  |
| Bassano 60’ | Marcatori |  |

| Arbitro: | Adolfo Baratta (Rossano) |

|            |           |                      |
| D'Oria 61’ | Marcatori | 36’ Bassano 87’ Soro |